# Miss Universo 2016

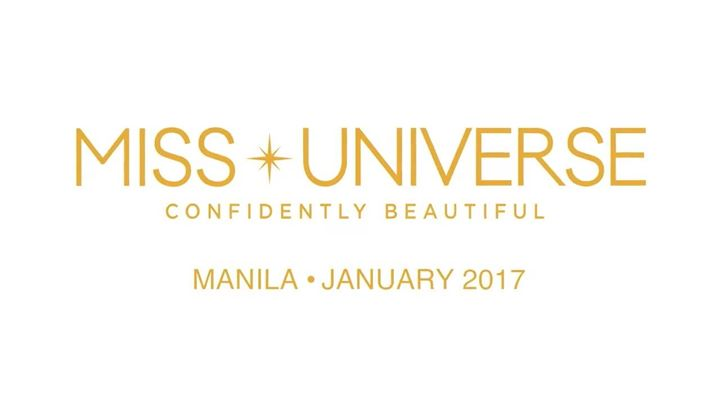
El logo del concurso

Miss Universo 2016, la 65.ª edición del concurso Miss Universo, se llevó a cabo en el SM Mall of Asia Arena, en Pásay, Gran Manila (Filipinas) el 30 de enero de 2017. Esta fue la segunda vez en la historia que el concurso se saltó un año entero, luego de la edición de 2014 que se llevó a cabo en enero de 2015.
Representantes provenientes de ochenta y seis países y territorios compitieron por el título en esta edición del concurso. Al final del evento, Miss Universo 2015, Pia Wurtzbach de Filipinas, coronó como su sucesora a Iris Mittenaere de Francia. Elegida por un jurado de seis personas, la ganadora, de 24 años, se convirtió en la segunda representante de su país en obtener el título de Miss Universo, después de Christiane Martel (Miss Universo 1953).
El concurso fue presentado por Steve Harvey; como corresponsal tras bambalinas actuó la supermodelo Ashley Graham. Los artistas estadounidenses Flo Rida y Boyz II Men se encargaron del entretenimiento.

## Antecedentes

### Sede y fecha
Se anunció el 3 de noviembre de 2016 que Filipinas sería la sede del concurso, en el SM Mall of Asia Arena en Pásay el 30 de enero de 2017. Con el acuerdo de colaboración firmado el 16 de noviembre.

### Presentador y artistas
El 3 de noviembre de 2016, la Organización Miss Universo confirmó que Steve Harvey sería el presentador del concurso, continuando su contrato de cinco años con Miss Universo. El 15 de diciembre de 2016, la modelo Ashley Graham confirmó que sería la presentadora tras bambalinas. El 19 de enero de 2017, se anunció que el rapero Flo Rida sería uno de los artistas invitados a actuar en el evento.

### Selección de candidatas

#### Reemplazos
Stephanie Geldhof, la primera finalista de Miss Bélgica 2016, fue designada para representar a Bélgica después de que la ganadora, Lenty Frans, decidiera competir en Miss Mundo 2016 debido a conflictos de fechas con Miss Bélgica 2017. Jenny Kim, la primera finalista de Miss Mundo Corea 2015, fue designada por la Organización Miss Universo Corea después de que la organización Miss Corea perdiera la franquicia. Kushboo Ramnawaj fue designada por la Organización Miss Estrella Mauritius después de que la organización Miss Mauricio renunciara a la franquicia. Yuliana Korolkova, la primera finalista de Miss Rusia 2016, fue designada como Miss Universo Rusia 2016 después de que Yana Dobrovolskaya, Miss Rusia 2016, decidiera competir en Miss Mundo 2016 debido a las fechas conflictivas de los dos concursos.
Paula Schneider, Miss Bolivia 2015, iba a representar a Bolivia, pero renunció por razones personales. En su lugar, se designó a Antonella Moscatelli, Miss Bolivia 2016. Regina Valter, Miss Universo Kazajistán 2015, iba a competir en Miss Universo 2016 después de su retiro en 2015. Sin embargo, Valter fue descalificada después de casarse. Darina Kulsitova, Miss Universo Kazajistán 2016, la reemplazó. Brenda Jiménez, primera finalista de Miss Universo Puerto Rico 2016, fue coronada como la nueva Miss Universo Puerto Rico 2016, después de que Kristhielee Caride, la ganadora original, fuera destituida debido a su comportamiento. Đặng Thị Lệ Hằng, la segunda finalista de Miss Universo Vietnam 2015, fue designada como la representante de Vietnam en Miss Universo después de que Ngô Trà My, la primera finalista, se negara a competir y se casara.
La edición de 2016 vio el debut de Sierra Leona y los regresos de Barbados, Belice, Eslovenia, Guam, Islandia, Islas Vírgenes de los Estados Unidos, Kazajistán, Kenia, Malta, Namibia, Rumania, Sri Lanka y Suiza. Malta compitió por última vez en 2001, Barbados y Belice compitieron por última vez en 2007, Islandia compitió por última vez en 2009, las Islas Vírgenes de los Estados Unidos compitieron por última vez en 2011, Namibia y Rumania compitieron por última vez en 2013, mientras que los demás compitieron por última vez en 2014. El Salvador, Gabón, Ghana, Grecia, Irlanda, Líbano, Montenegro y Serbia se retiraron. Adela Zoranic de Montenegro y Bojana Bojanic de Serbia se retiraron de la competencia por razones desconocidas. El Salvador, Gabón, Ghana, Grecia, Irlanda y Líbano se retiraron después de que sus respectivas organizaciones no lograron realizar un concurso nacional o designar a una candidata.

## Resultados

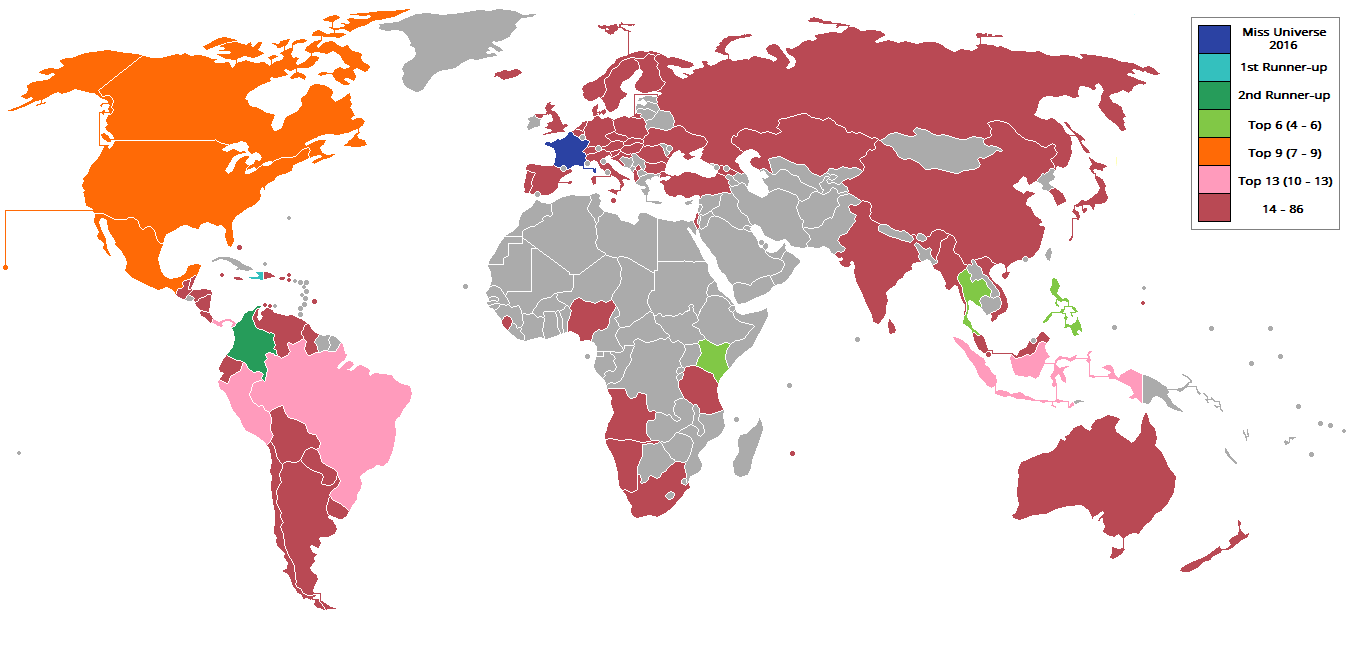
Países y territorios que enviaron candidatas y resultados para Miss Universo 2016

### Clasificación final
La ganadora, las finalistas, las semifinalistas y las cuartofinalistas son las siguientes candidatas:
| Posición           | Candidata                                                                                             |
| ------------------ | --- |
| Miss Universo 2016 | - Francia - Iris Mittenaere                                                                           |
| Primera finalista  | - Haití - Raquel Pélissier                                                                            |
| Segunda finalista  | - Colombia - Andrea Tovar                                                                             |
| Top 6              | - Filipinas - Maxine Medina - Kenia - Mary Esther Were - Tailandia - Chalita Suansane Δ               |
| Top 9              | - Canadá - Siera Bearchell - Estados Unidos - Deshauna Barber - México - Kristal Silva                |
| Top 13             | - Brasil - Raíssa Santana - Indonesia - Kezia Warouw - Panamá - Keity Drennan - Perú - Valeria Piazza |

- Δ Elegida para el Top 13 por votación del público

### Premios especiales

#### Premios mayores
Las ganadoras de los premios especiales son las siguientes candidatas:
| Premio                    | Candidata                      |
| ------------------------- | ------------------------------ |
| Ganadora del voto popular | - Tailandia - Chalita Suansane |
| Mejor traje nacional      | - Birmania - Htet Htet Htun    |
| Miss Fotogénica           | - Albania - Lindita Idrizi     |
| Miss Simpatía             | - Corea del Sur - Jenny Kim    |
| Premio al talento         | - India - Urvashi Rautela      |

#### Premios menores/de patrocinadores
Las ganadoras de los premios otorgados por patrocinadores son las siguientes candidatas:
| Premio                                            | Candidata                   |
| ------------------------------------------------- | --------------------------- |
| Flawless of the Universe (impecable del universo) | - Venezuela - Mariam Habach |
| Miss Phoenix (Miss Fénix)                         | - Venezuela - Mariam Habach |
| Miss Phoenix Smile (Miss Sonrisa de fénix)        | - Indonesia - Kezia Warouw  |
| Hiyas ng Phoenix (gema del fénix)                 | - Filipinas - Maxine Medina |

## El concurso

### Formato
La Organización Miss Universo introdujo varios cambios específicos al formato para esta edición. La cantidad de cuartofinalistas se redujo a trece, el número más bajo desde 2002. Los resultados de la competencia preliminar, que consistió en la competencia de trajes de baño y de noche, y la entrevista a puerta cerrada, determinaron a los doce cuartofinalistas. La votación por internet regresó, lo que permitió a los fanáticos votar por otra candidata para avanzar a los cuartos de final, lo que hizo que el número de cuartofinalistas fuera trece. Las trece cuartofinalistas participaron en la competencia de trajes de baño, y nueve avanzaron en la competencia para la competencia de trajes de noche. Seis finalistas avanzaron para participar en la porción de preguntas y respuestas, mientras que tres finalistas avanzaron para participar en la pregunta final y la pasada final.

### Comité de selección
El comité de selección estuvo conformado por las siguientes seis personas:
- Cynthia Bailey, modelo, personalidad de televisión y actriz
- Mickey Boardman, director editorial y columnista de consejos para la revista Paper
- Francine LeFrak, activista y fundadora de Same Sky, una fundación de apoyo para personas que viven con VIH
- Leila Lopes, Miss Universo 2011 de Angola
- Sushmita Sen, Miss Universo 1994 de la India
- Dayanara Torres, Miss Universo 1993 de Puerto Rico

## Candidatas
Ochenta y seis candidatas compitieron por el título.
| País/Territorio                      | Candidata                | Edad | Residencia        |
| ------------------------------------ | ------------------------ | ---- | ----------------- |
| Albania                              | Lindita Idrizi           | 20   | Elbasan           |
| Alemania                             | Johanna Acs              | 24   | Eschweiler        |
| Angola                               | Luísa Baptista           | 21   | Cuando Cubango    |
| Argentina                            | Estefanía Bernal         | 21   | Buenos Aires      |
| Aruba                                | Charlene Leslie          | 24   | Oranjestad        |
| Australia                            | Caris Tiivel             | 23   | Perth             |
| Austria                              | Dajana Dzinic            | 21   | Viena             |
| Bahamas                              | Cherell Williamson       | 24   | Nasáu             |
| Barbados                             | Shannon Harris           | 22   | Bridgetown        |
| Bélgica                              | Stephanie Geldhof        | 19   | Aalst             |
| Belice                               | Rebecca Rath             | 23   | Dangriga          |
| Birmania                             | Htet Htet Htun           | 24   | Rangún            |
| Bolivia                              | Antonella Moscatelli     | 21   | Santa Cruz        |
| Brasil                               | Raissa Santana           | 21   | Umuarama          |
| Bulgaria                             | Violina Ancheva          | 21   | Sofía             |
| Canadá                               | Siera Bearchell          | 23   | Moose Jaw         |
| Chile                                | Catalina Cáceres         | 26   | Santiago          |
| China                                | Li Zhenying              | 21   | Shanghái          |
| Colombia                             | Andrea Tovar             | 23   | Quibdó            |
| Corea del Sur                        | Jenny Kim                | 23   | Seúl              |
| Costa Rica                           | Carolina Rodríguez       | 27   | Alajuela          |
| Croacia                              | Barbara Filipović        | 19   | Zagreb            |
| Curazao                              | Chanelle de Lau          | 21   | Willemstad        |
| Dinamarca                            | Christina Mikkelsen      | 24   | Copenhague        |
| Ecuador                              | Connie Jiménez           | 21   | Ventanas          |
| Eslovaquia                           | Zuzana Kollárová         | 25   | Bratislava        |
| Eslovenia                            | Lucija Potočnik          | 25   | Maribor           |
| España                               | Noelia Freire            | 24   | Ciudad Real       |
| Estados Unidos                       | Deshauna Barber          | 27   | Washington, D. C. |
| Filipinas                            | Maxine Medina            | 26   | Ciudad Quezon     |
| Finlandia                            | Shirly Karvinen          | 24   | Helsinki          |
| Francia                              | Iris Mittenaere          | 24   | Lille             |
| Georgia                              | Nuka Karalashvili        | 25   | Tiflis            |
| Gran Bretaña                         | Jaime-Lee Faulkner       | 27   | Sheffield         |
| Guam                                 | Muñeka Taisipic          | 19   | Yona              |
| Guatemala                            | Virginia Argueta         | 22   | Jutiapa           |
| Guyana                               | Soyini Fraser            | 26   | Georgetown        |
| Haití                                | Raquel Pélissier         | 25   | Puerto Príncipe   |
| Honduras                             | Sirey Moran              | 26   | El Progreso       |
| Hungría                              | Veronika Bodizs          | 24   | Budapest          |
| Islandia                             | Hildur María Leifsdóttir | 24   | Kópavogur         |
| India                                | Roshmitha Harimurthy     | 22   | Bangalore         |
| Indonesia                            | Kezia Warouw             | 25   | Manado            |
| Islas Caimán                         | Monyque Brooks           | 25   | West Bay          |
| Islas Vírgenes Británicas            | Erika Creque             | 22   | Road Town         |
| Islas Vírgenes de los Estados Unidos | Carolyn Carter           | 27   | Santa Cruz        |
| Israel                               | Yam Kaspers Anshel       | 19   | Herzliya          |
| Italia                               | Sophia Sergio            | 24   | Nápoles           |
| Jamaica                              | Isabel Dalley            | 20   | Montego Bay       |
| Japón                                | Sari Nakazawa            | 23   | Shiga             |
| Kazajistán                           | Darina Kulsitova         | 19   | Semey             |
| Kenia                                | Mary Esther Were         | 27   | Nairobi           |
| Kosovo                               | Camila Barraza           | 23   | Pristina          |
| Malasia                              | Kiran Jassal             | 20   | Subang Jaya       |
| Malta                                | Martha Fenech            | 27   | San Julián        |
| Mauricio                             | Kushboo Ramnawaj         | 26   | Rivière Du Poste  |
| México                               | Kristal Silva            | 25   | Ciudad Victoria   |
| Namibia                              | Lizelle Esterhuizen      | 20   | Windhoek          |
| Nueva Zelanda                        | Tania Dawson             | 24   | Auckland          |
| Nicaragua                            | Marina Jacoby            | 21   | Matagalpa         |
| Nigeria                              | Unoaku Anyadike          | 22   | Lagos             |
| Noruega                              | Christina Waage          | 21   | Nes               |
| Países Bajos                         | Zoey Ivory               | 23   | Almere            |
| Panamá                               | Keity Drennan            | 26   | Ciudad de Panamá  |
| Paraguay                             | Andrea Melgarejo         | 22   | Villarrica        |
| Perú                                 | Valeria Piazza           | 26   | Lima              |
| Polonia                              | Izabella Krzan           | 21   | Olsztyn           |
| Portugal                             | Flávia Brito             | 23   | Vilamoura         |
| Puerto Rico                          | Brenda Jiménez           | 22   | Aguadilla         |
| República Checa                      | Andrea Bezděková         | 21   | Praga             |
| República Dominicana                 | Rosalba García           | 24   | Maimón            |
| Rumania                              | Teodora Dan              | 27   | Bucarest          |
| Rusia                                | Yuliana Korolkova        | 22   | Orsk              |
| Sierra Leona                         | Hawa Kamara              | 26   | Freetown          |
| Singapur                             | Cheryl Chou              | 20   | Singapur          |
| Sri Lanka                            | Jayathi De Silva         | 26   | Colombo           |
| Sudáfrica                            | Ntandoyenkosi Kunene     | 24   | Mkhondo           |
| Suecia                               | Ida Ovmar                | 21   | Luleå             |
| Suiza                                | Dijana Cvijetić          | 23   | Gossau            |
| Tanzania                             | Jihan Dimachk            | 20   | Dar es-Salaam     |
| Tailandia                            | Chalita Suansane         | 22   | Samut Prakan      |
| Turquía                              | Tansu Sila Çakir         | 21   | Estambul          |
| Ucrania                              | Alena Spodynyuk          | 19   | Kiev              |
| Uruguay                              | Magdalena Cohendet       | 22   | Artigas           |
| Venezuela                            | Mariam Habach            | 21   | El Tocuyo         |
| Vietnam                              | Đặng Thị Lệ Hằng         | 23   | Đà Nẵng           |

### Galería de candidatas

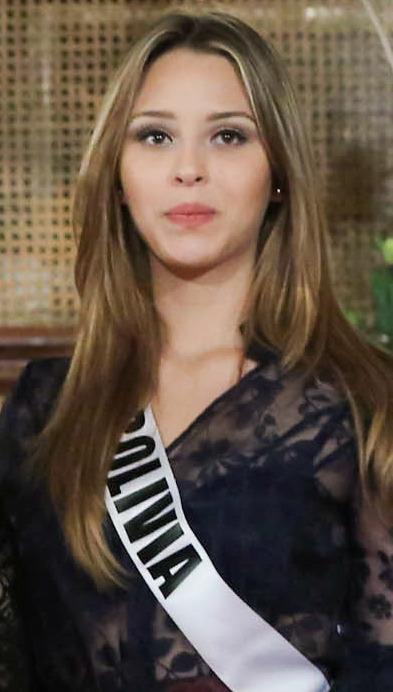
Miss Bolivia
(Antonella Moscatelli)

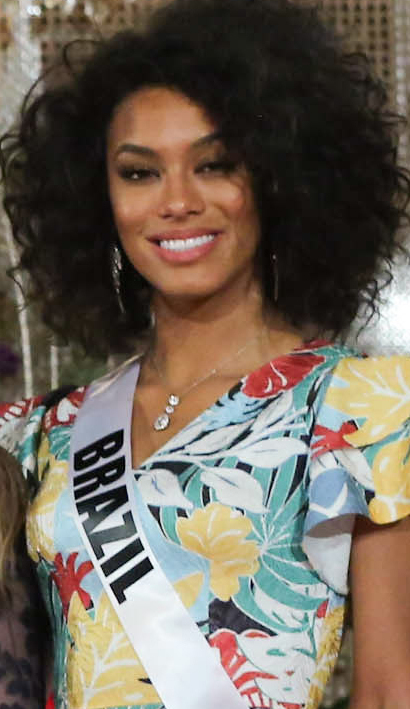
Miss Brasil
(Raíssa Santana)

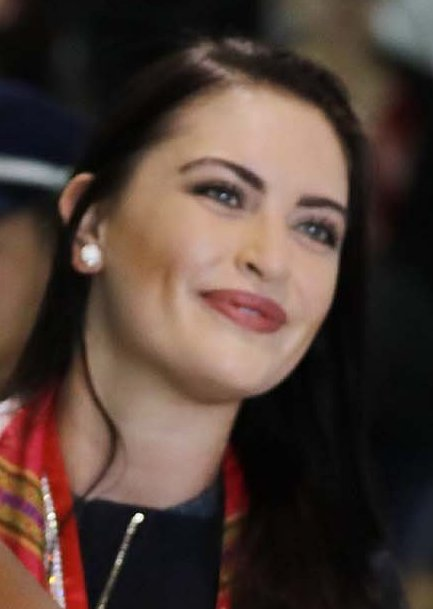
Miss Canada
(Siera Bearchell)

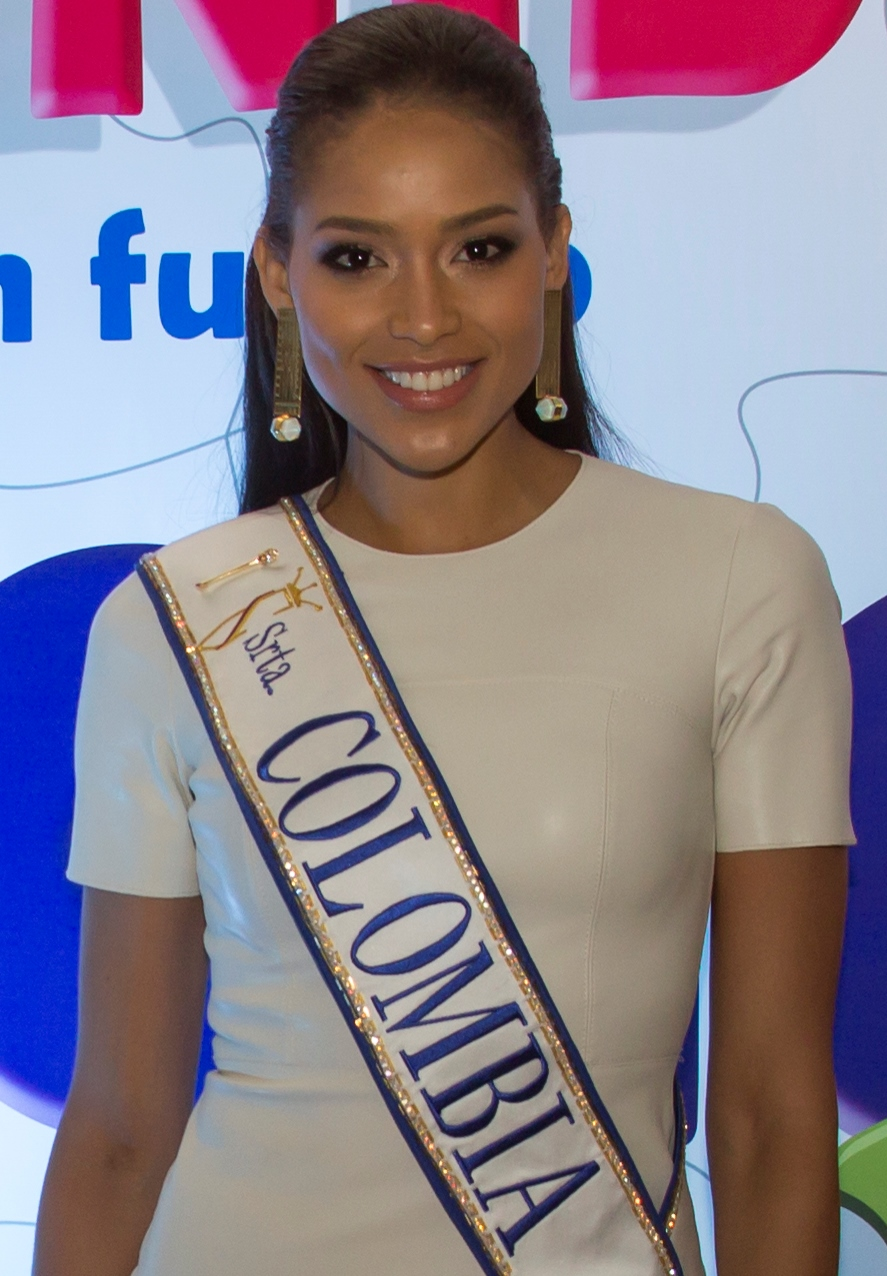
Miss Colombia
(Andrea Tovar)

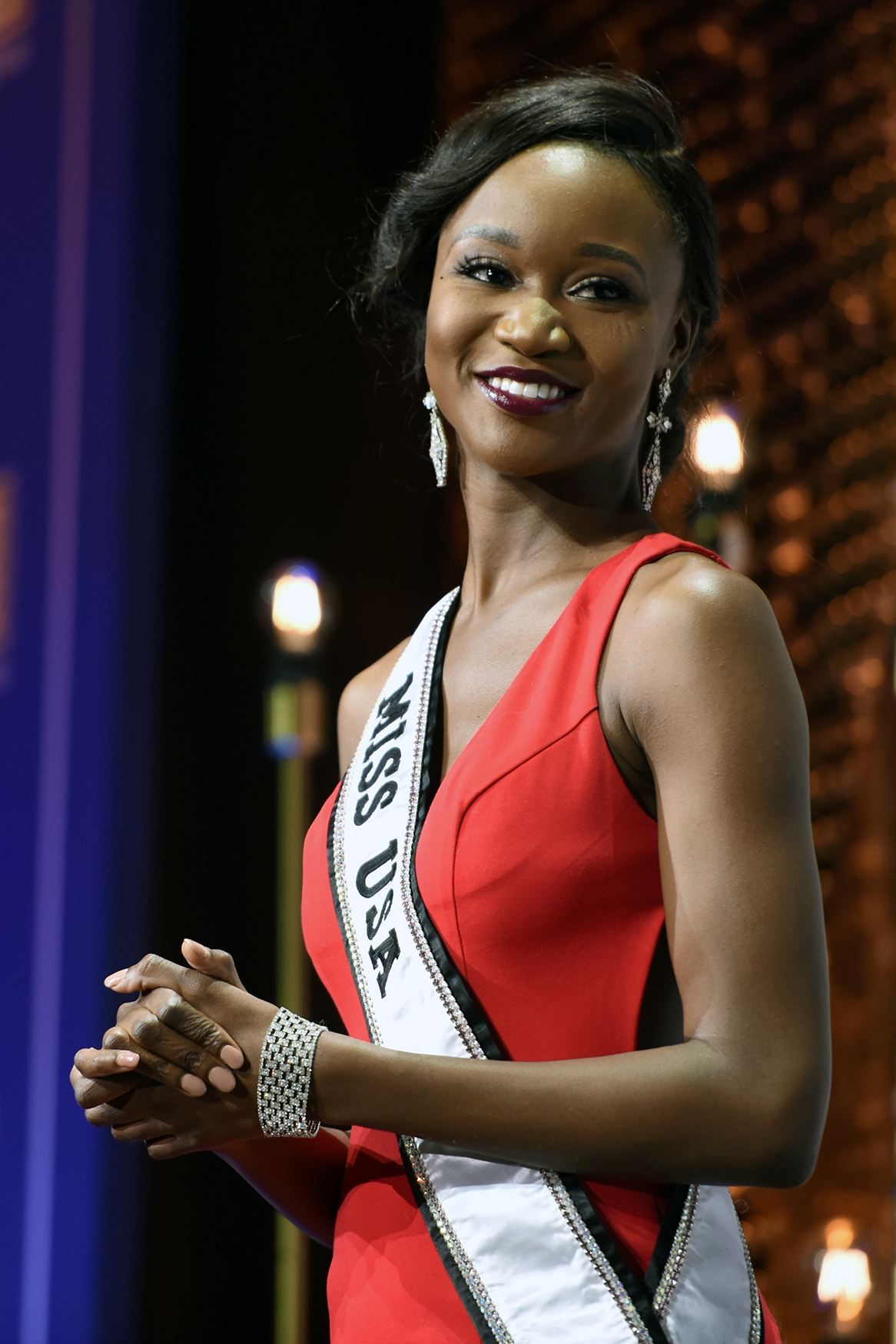
Miss Estados Unidos
(Deshauna Barber)

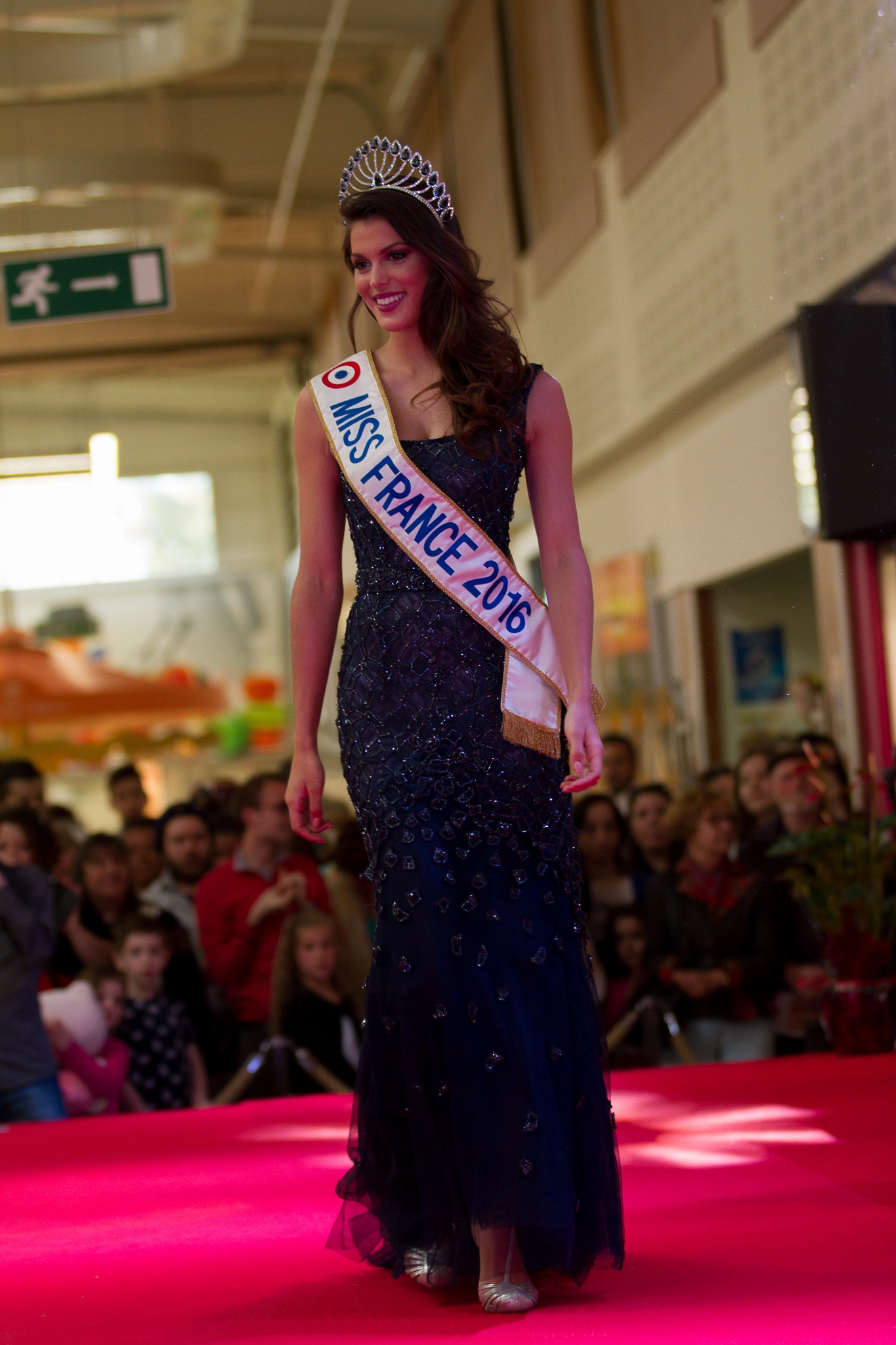
Miss Francia
(Iris Mittenaere)

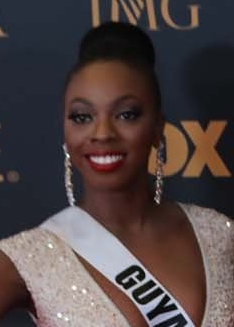
Miss Guyana
(Soyini Fraser)

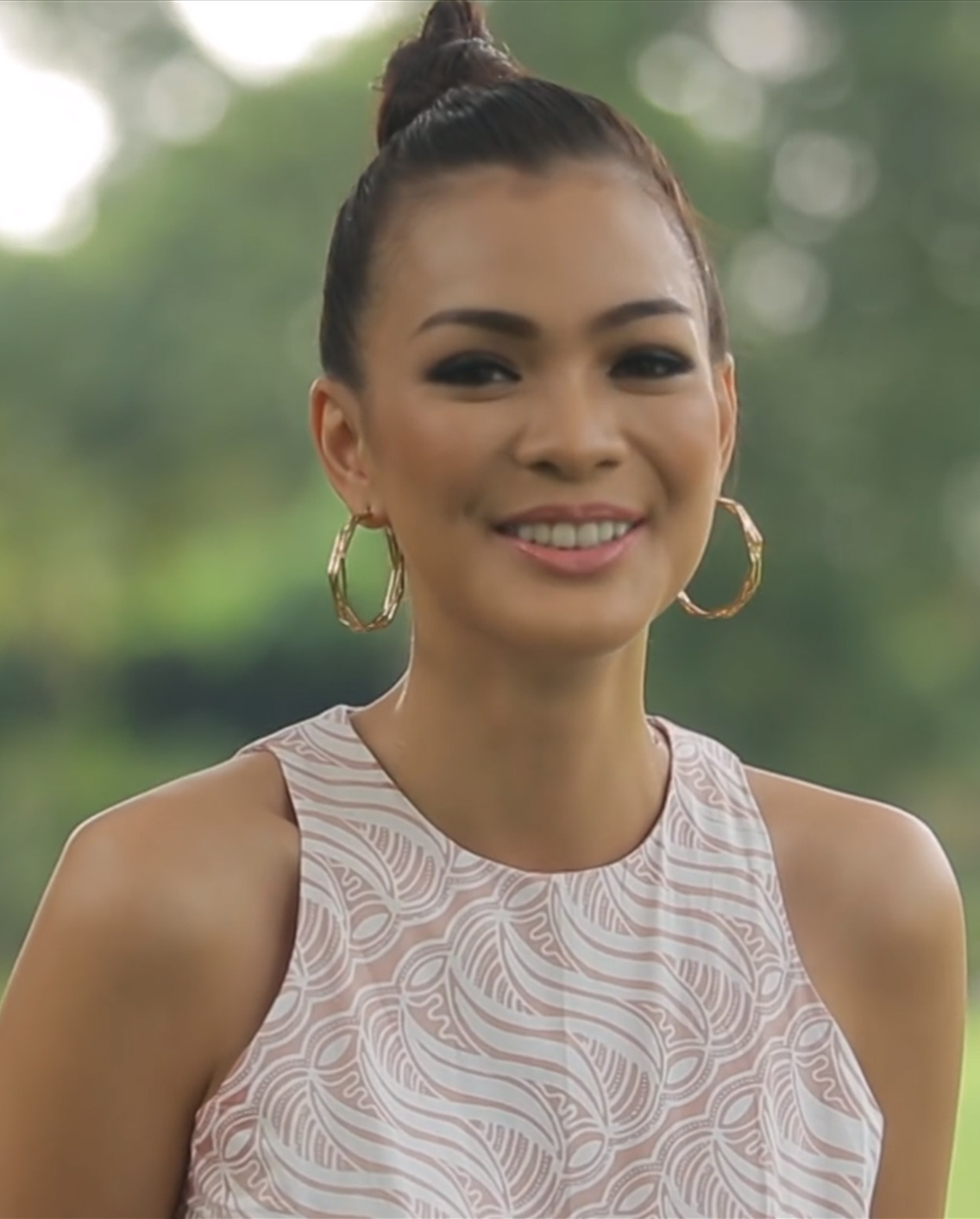
Miss Indonesia
(Kezia Warouw)

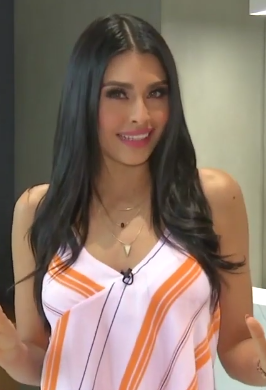
Miss México
(Kristal Silva)

### Designaciones
- Corea: La nueva franquicia surcoreana encabezado por Park Jeong-ah designó a Jenny Kim como la representante de Corea para esta edición, ya que la ganadora del certamen nacional del 2016 será enviada a Miss Universo 2017.
- Islas Vírgenes de los Estados Unidos: La nueva organización «Miss Universe-US Virgin Islands» designó a Carolyn Carter como representante de las Islas Vírgenes de Estados Unidos en Miss Universo 2016.
- Mauricio: Kushboo Ramnawaj fue designada como representante de Mauricio por una nueva organización nacional.
- Nigeria: «Most Beautiful Girl of Nigeria» nombró a Unoaku Anyadike como la representante de su país, tras ser la reina nacional titular de 2015, al no realizarse el certamen nacional en 2016.
- Panamá: La firma autorizada a la organización del concurso de la nueva franquicia «Señorita Panamá» designó a Keity Drennan como la representante de Panamá en Miss Universo 2016.
- Rumania: Teodora Dan fue elegida para representar a Rumania mediante la agencia «ExclusivEvent» quien se adjudicó como la nueva franquicia para este certamen.
- Vietnam: «Universe Corporation», empresa encargada de enviar a la candidata vietnamita a Miss Universo designó a Le Hang, finalista nacional,  como concursante de Vietnam a Miss Universo 2016.

### Suplencias
- Bélgica: Lenty Frans titular del reinado nacional, no compitió en este certamen, por lo que Stephanie Geldhof, quien fuese primera finalista en el concurso nacional tomó su lugar.
- Bolivia: Paula Schneider renunció a su título nacional, y con ello al derecho a representar a su país en Miss Universo 2016, por motivos estrictamente personales. La nueva representante de Bolivia fue elegida el 25 de junio: Antonella Moscatelli tuvo la responsabilidad de representar a dicha nación en este certamen.
- Corea: A pesar de haber sido electa reina nacional en 2015, Lee Min-ji no concursó en Miss Universo 2016 debido a que la licencia para su nación fue otorgada a una nueva organización.
- Mauricio: A pesar de haber sido electa reina nacional en 2015, Danika Atchia no concursó en Miss Universo 2016 debido a que la licencia para su nación fue otorgada a una nueva organización que escogió a una nueva representante.
- Polonia: A pesar de haber sido confirmada en un inicio, Magdalena Bieńkowska no participó en esta edición de Miss Universo. Bieńkowska participó en Miss Internacional 2016. La representante polaca a Miss Universo 2016 fue elegida el 12 de noviembre mediante la franquicia «Miss Polonia»; la representante electa fue Izabella Krzan.
- Puerto Rico: Kristhielee Caride fue destituida de su título nacional, y con ello perdió el derecho de representar a su país en Miss Universo 2016. La nueva representante de Puerto Rico fue Brenda Jiménez, primera finalista y suplente del certamen nacional.
- Rusia: Yana Dobrovolskaya no compitió en el certamen a pesar de ser la reina titular, su lugar lo tomó Yuliana Korolkova, quien terminó como primera finalista en el certamen nacional.

### Abandonos
- Montenegro: Adela Zoranic no concursó por razones desconocidas, a pesar de haber sido electa previamente.[123]